# 波拉特
《波拉特：为建设伟大祖国哈萨克斯坦而学习美国文化》是一部於2006年上映的喜劇電影，此電影為英國與美國聯合製片，由英国喜剧演员沙查·巴隆·科恩饰演。该片以伪纪录片的形式，讲述了哈萨克斯坦记者「芭樂特」在美国的旅行故事。續集《芭樂特電影續集》定於2020年10月23日在亞馬遜影片播出。

## 故事梗概
该片讲述「波叔」（Borat）离开在哈萨克斯坦的家前往美国，并遵照哈萨克斯坦信息部的吩咐摄制纪录片。他留下自己的母亲、妻子和村子裏的强奸犯，与胖子制片人Azamat一起上路。片中表现了波叔與美国人進行採訪及交流的场景。拍攝期間，受訪者都以为波叔真的是一个不懂美国习俗的外国記者。
刚来到纽约，波叔在电视上看到《海滩游侠》的片段，立刻爱上巨胸女主角帕米拉·安德森。加上收到電報，波叔得知家乡的妻子被一只熊蹂躏至死，他因此非常高兴，决定前往加州洛杉矶寻找帕米拉。但由於製片人Azamat認為犹太人制造了9/11事件，不敢再坐飞机，因此芭樂特決定学習驾驶，但是手頭預算有限，因此只买下一辆旧雪糕車。波叔立志要“取得”帕米拉的“vahjeen”（英文諧音處女／virgin），娶她为妻。
游历全国期間，波叔一直为纪录片尋找拍摄素材。他訪問過女权主义者、同性恋游行人士、政治家、一群玩Cee-Lo骰子賭博遊戲的黑人男生见面。另外，他在电视台天气预报节目打断主持，又在牛仔竞技比赛中，大唱「哈萨格斯坦国歌」（曲調實為美国国歌，歌詞則完全虚构 （页面存档备份，存于））。他在犹太人开设的小旅馆过夜，并嘗試买枪保护自己，以防犹太人袭击。不過，由于波叔不是美国公民，不能买槍，他于是买了一头熊。波叔又在美國南部為了學習社交禮儀而参加了上流社会晚宴，他也為了買給帕米拉禮物而拜访了古董店，但是意外地毁坏了很多玻璃品和陶器。
回到酒店，波叔看到Azamat拿着帕米拉的照片手淫，兩人裸着身體打架，打到走廊、电梯，到最后打到正在进行活动的舞会会场，才被保安制止。
Azamat得知波叔去加州的目的后，气愤地抛弃了波叔，拿着他的护照、钱和之前買的熊离开。波叔十分低落，与三个南卡羅萊納大學的学生交谈時，看到了帕米拉主演的色情片《Pam and Tommy》。波叔得知帕米拉不是处女，心灰意冷，烧掉了帕米拉的杂志。
第二天，波叔误入基督教五旬节运动的活动，见到了共和党国会议员Chip Pickering和现任密西西比高院法官James W. Smith, Jr.。波叔在活动中学着原谅Azamat和帕米拉。后来，他与一群教友乘巴士到了洛杉矶，波叔看到Azamat在街头扮演20世紀初美國笑匠奥利维·哈代，但以為Azamat正在扮演希特勒。两人最後和解，回到酒店，Azamat告訴波叔怎麼把帕米拉得到手，在這一段中可看到之前Azamat帶走的那頭熊的頭在冰箱中。
波叔最後在加州橙縣的维珍音乐店签名活动，见到梦寐以求的帕米拉。波叔藉故向帕米拉展示本國“传统结婚麻袋”时，将帕米拉强行塞进麻袋。场面一片混乱，波叔追着受惊的帕米拉到停车场，才被保安制服。波叔後來娶了在路上认识的黑人妓女Lunenell（由同名女喜剧演员饰演）为妻，一同返回哈萨克斯坦老家。

## 制作
本片大部分场景没有剧本指导，大部分角色人物都不是专业演员，更加沒有告知其演員身份和正在拍攝電影之事，幾乎以真人秀甚至是整人節目的方式拍攝。只有波叔、Azamat、帕米拉·安德森（科恩的老友）、妓女Luenell、店主Ashwin、波叔家庭成员、以及告知波叔妻子去世消息的电报报信员，是專業演員。
片中关于哈萨克斯坦的描述，与该国真貌几乎毫無联系。片中，波叔家乡的村庄实际上是在罗马尼亚的歌羅德村拍摄的。饰演波叔妻子的女演员，則是为了改善生活条件，而移民到罗马尼亚的哈萨克斯坦人。波叔邻居叫「努尔苏丹·图亚克拜」，实际上是哈萨克斯坦总统努尔苏丹·纳扎尔巴耶夫和反对党的扎马可汗·图亚克拜两人名字的混合體。片中有被指是哈萨克斯坦总统的大幅照片，其实是阿塞拜疆总统盖达尔·阿利耶夫。
片中并没有使用哈萨克语，据称是说哈萨克语的對白其实是罗马尼亚语。片中使用的西里尔字母是俄语形式，而非哈萨克语形式，而且片中书写的“哈萨克语”不是拼写错误，就是胡言亂語。例如，宣传海报上写的，就使用了西里尔字母的D代替英文的A。另外，波叔自己使用的則是拙劣的希伯来语。扮演其拍档Azmat的基尼夫·大衛頓使用的是有东部口音的亚美尼亚语。另外，片中使用的一些词语还取自斯拉夫语族，例如波叔的招牌問候語「jagshemash」和「chenquieh」 則分別是波兰语（或相关语种）的“你好吗”及“谢谢”。波叔介紹自己家的時候对自己吵闹的牛说“Tishe”，该词在俄语、南斯拉夫语和捷克斯洛伐克语中表示“安静”（分別拼作及）。
据报道，整个电影制作过程中，波叔的古怪行為導致了92次报警。

## 電影歌曲
波拉特電影配樂是2006年10月24日在iTunes商店發布，2006年10月31日於實體商店銷售。專輯中收錄的電影音樂，五首題為“Dialoguing excerpt from moviefilm”，以及備受爭議的反猶太人歌曲“在我的國家出現了問題”，源自電視節目Da Ali G Show。

## 轶闻
当以色列记者采访沙查·巴隆·科恩在片中为什么使用希伯来语时，科恩回答说：“噢，我看你在说哈萨克语！”
2012年3月，哈萨克运动员瑪麗亞·迪米崔安科(Maria Dmitrienko)在科威特举办的国际射击比赛中获得金牌，奏国歌时播放的是波拉特电影中恶搞的“国歌”，迪米崔安科全程没有发觉，手放胸口听完了整个歌词，之后举办方表示该事件是由于工作人员在网路上下载了错误的国歌所致。此事件后哈萨克政府出台政策要求运动员必须能分辨国歌。

## 获奖情况
金球奖
- 最佳影片提名（音乐剧及喜剧）。
- 最佳男演员奖得主（音乐剧及喜剧）：沙查·巴隆·科恩。

洛杉矶影评人协会
- 最佳男演员奖得主：沙查·巴隆·科恩。

广播影评人协会
- 最佳喜剧电影奖得主

旧金山影评人协会
- 最佳男演员奖得主：沙查·巴隆·科恩。

多伦多影评人协会
- 最佳男演员奖得主：沙查·巴隆·科恩。

英国影评人协会
- 年度最佳英国男演员提名：沙查·巴隆·科恩。

获选十大影片
- 美国电影协会2006
- 时代杂志
- 滚石杂志
- 新闻周刊
- 纽约邮报
- Us Weekly

## 释
1. 中文意譯為「波叔：为建设伟大祖国哈萨克斯坦而学习美国文化」